# Bianca Atzei
Bianca Atzei, pseudonimo di Veronica Atzei (Milano, 8 marzo 1987), è una cantautrice italiana.
Nella sua carriera ha lavorato con alcuni tra i più importanti artisti del panorama musicale italiano, come Kekko Silvestre dei Modà, Gianni Morandi, Alex Britti, Gigi D'Alessio, J-Ax, Loredana Bertè, Ron, Ultimo, Marco Masini e Arisa, raccogliendo oltre 200 milioni di visualizzazioni su YouTube tra singoli suoi e brani incisi in collaborazione. Dopo aver pubblicato alcuni singoli con l'etichetta Ultrasuoni tra il 2012 e il 2014, ha partecipato al Festival di Sanremo 2015 con il brano Il solo al mondo e al Festival di Sanremo 2017 con il pezzo Ora esisti solo tu.

## Biografia
Figlia unica, nasce a Milano da genitori di origini sarde. Inizia a studiare canto a 8 anni, ascoltando Whitney Houston e Mariah Carey, ma si appassiona anche alla musica anni '60 di interpreti come Luigi Tenco, Patty Pravo e Sergio Endrigo. Interrompe la scuola superiore durante il 4º anno per problemi di salute. A 17 anni si iscrive al MAS di Milano, che frequenta per due anni, compiendo anche le prime esperienze in qualità di cantante: collabora alla realizzazione di sigle televisive e jingle pubblicitari, lavorando anche, per un periodo, come corista al talent di Rai 2 CD: Live e al programma Domenica Cinque condotto da Barbara D'Urso.

### Esordi:La gelosiaeLa paura che ho di perderti
Esordisce nel 2012 partecipando a Sanremo Social, selezione per la successiva edizione del Festival di Sanremo con il suo primo singolo La gelosia, scritto da Marco Ciappelli, Lapo Consortini e Diego Calvetti, ma il pezzo viene scartato. Il 3 agosto viene pubblicato il singolo L'amore vero, che ottiene un ottimo riscontro a livello radiofonico e su internet: in breve tempo il video supera il milione di visualizzazioni su YouTube. Il 16 novembre dello stesso anno viene pubblicato il singolo La gelosia, riarrangiato da Marco Barusso ed interpretato in duetto con i Modà. Sempre nel 2012 firma insieme a Diego Calvetti il brano Folle stronza, contenuto nel terzo album di Loredana Errore intitolato Pioggia di comete.

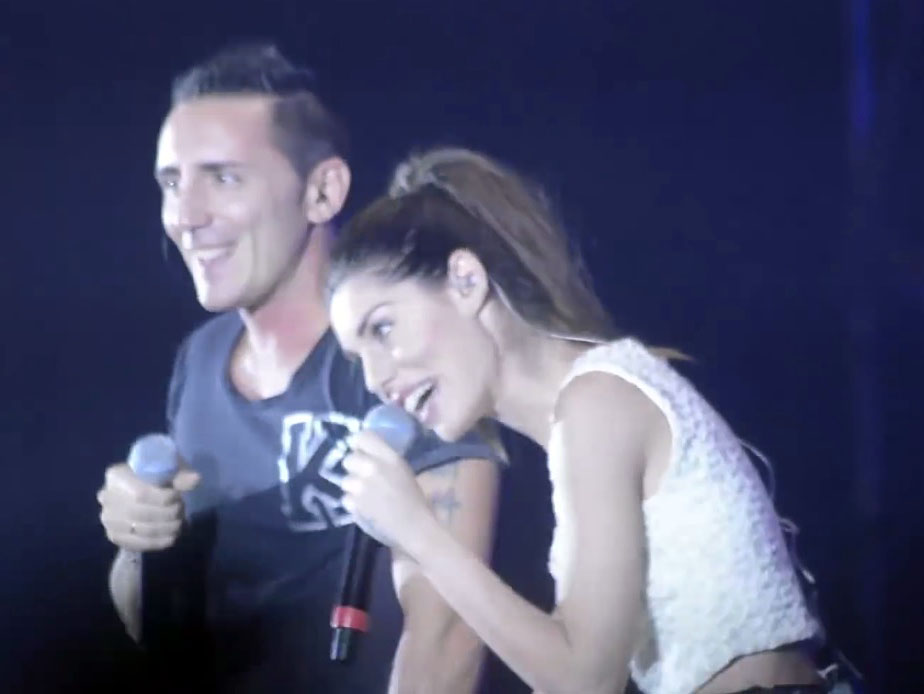
Bianca Atzei in concerto nel 2014 con Kekko Silvestre dei Modà

Nel 2013 tenta di partecipare al Festival di Sanremo nella sezione Nuove proposte con il brano Arido, ma non rientra tra i concorrenti. Duetta con Niccolò Agliardi nel brano Fino in fondo, pubblicato il 2 maggio, e continua la collaborazione con Kekko Silvestre: il frontman dei Modà è infatti autore per la Atzei della sua hit dell'estate La paura che ho di perderti pubblicata il 4 luglio 2013 (certificata dalla FIMI disco d'oro per le oltre 15 000 copie vendute), con la quale partecipa a giugno al Summer Festival in Piazza del Popolo a Roma (trasmesso su Canale 5), arrivando in finale. Dopo un tour in Sardegna viene scelta per aprire i concerti della tournée autunnale dei Modà. Il 1º ottobre viene pubblicato l'album di Gianni Morandi Bisogna vivere, contenente il brano Ti porto al mare, realizzato in collaborazione con la Atzei. L'8 ottobre si esibisce all'Arena di Verona, duettando sulle note della canzone In amore con Gianni Morandi in uno dei due concerti del Gianni Morandi - Live in Arena. A dicembre pubblica il singolo One Day I'll Fly Away, cover del brano di Randy Crawford, realizzato per la colonna sonora della miniserie televisiva di Rai 1 Anna Karenina, tratta dall'omonimo romanzo di Lev Tolstoj. Il 24 dicembre si esibisce con il brano La paura che ho di perderti al Concerto di Natale all'Audirorium della Conciliazione di Roma, in onda su Rai 2.
Nel 2014 insieme ad Alex Britti tenta di partecipare al Festival di Sanremo nella sezione Big con il brano Non è vero mai, scritto da Marco Ciappelli, Diego Calvetti e lo stesso Britti, ma non rientra tra i concorrenti. La canzone verrà poi pubblicata come singolo il 14 marzo. A giugno partecipa nuovamente al Summer Festival con il singolo Non puoi chiamarlo amore, pubblicato il 23 giugno. Il 14 settembre in occasione del matrimonio tra la show girl Elisabetta Canalis e Brian Perri canta, nel corso della cerimonia, l'Ave Maria in lingua sarda accompagnata dall'Insieme Vocale Nova Euphonia.

### Il Festival di Sanremo 2015 eBianco e nero
Nel febbraio 2015 partecipa alla 65ª edizione del Festival di Sanremo con il brano Il solo al mondo, scritto da Kekko Silvestre, classificandosi al 14º posto. Per le quattro sere del festival veste abiti disegnati per l'occasione dallo stilista sardo Antonio Marras. Il 12 febbraio, terza serata dedicata alle cover, interpreta il brano Ciao amore, ciao di Luigi Tenco con un nuovo arrangiamento composto da Alex Britti. Nello stesso giorno viene pubblicato il suo primo album Bianco e nero, contenente 20 brani, tra cui alcune delle sue precedenti pubblicazioni. La sua cover di Ciao amore, ciao in duetto con Alex Britti è stata poi pubblicata come secondo singolo dell'album il 13 aprile 2015. Il brano viene eseguito live il 4 Giugno 2015 durante i Wind Music Awards in diretta dall’Arena di Verona, a cui Bianca partecipa per ritirare il premio CD ORO per le vendite della compilation Super Sanremo 2015 a cui ha preso parte. 
Nel giugno 2015 la cantante partecipa alla terza edizione del Summer Festival con i brani Ciao amore, ciao in duetto con Alex Britti e In un giorno di sole, nuovo singolo di Bianco e nero pubblicato il 24 giugno, ottenendo due nomination per il Premio RTL 102.5 - Canzone dell'estate. Il 22 settembre 2015 viene pubblicato il quarto singolo estratto da Bianco e nero, Riderai, arrangiato in una nuova versione. Nell'autunno dello stesso anno collabora con Gigi D'Alessio nel singolo Torna a Surriento, estratto dal suo album Malaterra, e con J-Ax in una nuova versione del suo brano Intro, pubblicato come primo singolo estratto dalla Multiplatinum Edition dell'album Il bello d'esser brutti.
Dal 2015 è testimonial ufficiale della onlus di Don Mazzi, Exodus. Nel 2016 collabora con Loredana Bertè, nel duetto Così ti scrivo e nel brano corale Amici non ne ho, contenuti nel suo album Amici non ne ho... ma amiche sì!, e con Ron, nel duetto Per questa notte che cade giù e nel brano corale Una città per cantare, contenuti nel suo album La forza di dire sì. Il 13 marzo 2016 canta il brano Amor mio di Mina durante il varietà di Rete 4 Una serata bella per te, Mogol! condotto da Alfonso Signorini e Rosita Celentano. Il 17 giugno viene pubblicato il quinto singolo estratto da Bianco e nero, La strada per la felicità (Laura); l'uscita del singolo anticipa l'inizio del Bianco e nero Live, tour che la vedrà impegnata nei mesi estivi nelle piazze di tutta Italia.
Dal 16 settembre al 4 novembre 2016 è concorrente della sesta edizione del programma Tale e quale show, condotto da Carlo Conti su Rai 1, in cui imita nell'ordine: Rita Pavone, Anna Tatangelo, Loredana Bertè, Amy Winehouse, Ivana Spagna, Tina Turner, Giorgia (interpretazione che le fa vincere la puntata) e Malika Ayane. Alla fine del programma si classifica ottava. Accede dunque alla fase seguente dello show: la quinta edizione del torneo, nella quale interpreta: Giusy Ferreri, Mariah Carey e Ornella Vanoni. Alla fine di questa fase si classifica sesta. Il 7 dicembre 2016 partecipa alla tradizionale accensione dell'albero di Natale in piazza del Duomo di Milano assieme ai bambini del Piccolo Coro "Mariele Ventre" dell'Antoniano di Bologna: evento trasmesso live da RTL 102.5 e in differita su DeAJunior (canale del gruppo De Agostini, 623 di Sky) il 24 dicembre 2016.

### Il Festival di Sanremo 2017,L'isola dei famosie il primo romanzo

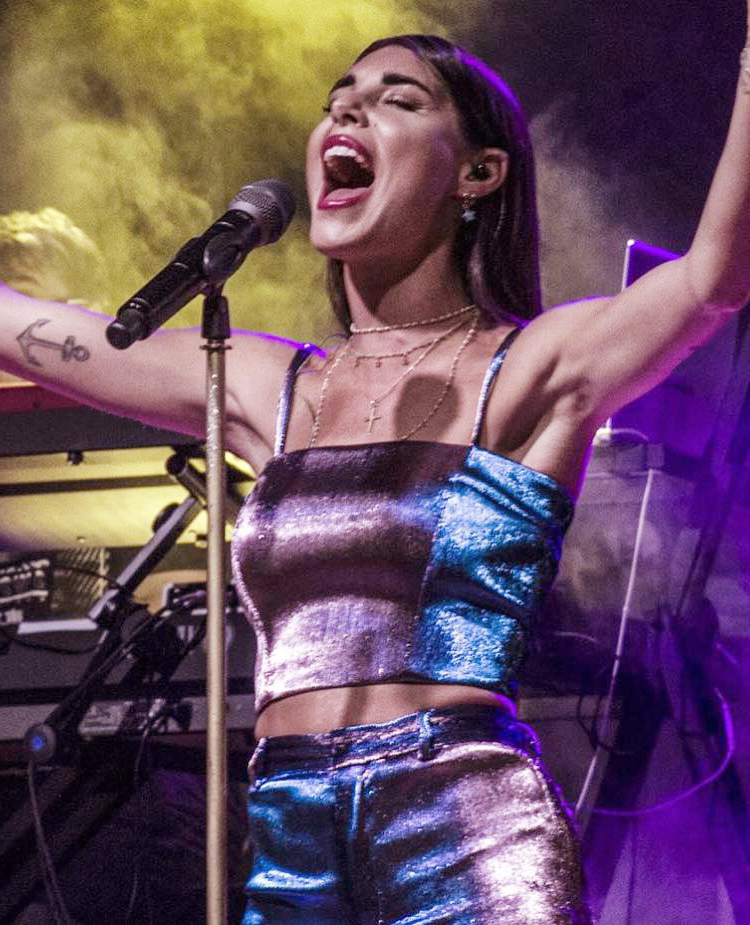
Bianca Atzei in concerto durante il Bianca Atzei Live 2018

Il 12 dicembre è stata annunciata da Carlo Conti la sua partecipazione al Festival di Sanremo 2017 col brano Ora esisti solo tu,  scritto da Kekko Silvestre.. Il brano, giunto in finale, si piazza al nono posto. Per le quattro sere del Festival la Atzei indossa sul palco quattro abiti realizzati dallo stilista Antonio Marras. L'8 maggio il brano sanremese è certificato disco d'oro FIMI per le 25 000 copie vendute, e ha totalizzato circa 50 milioni di visualizzazioni con il videoclip relativo su YouTube.
Il 12 maggio esce in rotazione radiofonica e download digitale il nuovo singolo Abbracciami perdonami gli sbagli; in contemporanea, in tutte le librerie, la Atzei pubblica il suo primo romanzo Ora esisti solo tu - Una storia d'amore per la collana Leggi Rtl 102.5 edita da Mursia; la presentazione ufficiale del libro avviene il 17 maggio presso l'atelier dello stilista Antonio Marras. Il 12 maggio a Nova Gorica parte il Bianca Atzei Live 2017, che la vedrà coinvolta per tutta l'estate in varie piazze italiane.
Da novembre a dicembre 2017 rientra a far parte del cast della sesta edizione di Tale e quale show - Il torneo, in cui imita Emma, Noemi e Patty Pravo; nella classifica finale risulta essere ottava. Nel 2018 partecipa alla tredicesima edizione de L'isola dei famosi, condotto da Alessia Marcuzzi su Canale 5, classificandosi seconda. Il 26 gennaio 2018 viene pubblicato il singolo Fire on Ice, colonna sonora dei Campionati mondiali di pattinaggio di figura 2018.
Il 15 giugno 2018 esce il singolo Risparmio un sogno, scritto da Ultimo, a cui segue, il 20 dello stesso mese un video musicale per la regia di Gaetano Morbioli. Il 31 agosto viene pubblicato il singolo Come in un'isola, in collaborazione con Jerico e Il Cile. Dal 31 dicembre 2018 al 20 gennaio 2019 è scritturata nel musical di Alfonso Lambo, Men in Italy, al teatro Linear Ciak di Milano.
Il 4 giugno 2019 esce su YouTube il singolo estivo La mia bocca, di cui è anche autrice. Nell'estate del 2020 pubblica con Chili Giaguaro e Michael Franti il singolo Da domani.

### Le nuove collaborazioni e il secondo album
Nel 2021 viene messa sotto contratto dall'etichetta discografica indipendente Apollo Records Italia, appena fondata dal produttore e compositore Diego Calvetti e da Nicolò Presta (figlio di Lucio).
Il 5 febbraio 2021 esce in collaborazione con i Legno il brano John Travolta a cui segue, il 7 luglio dello stesso anno, Straniero in collaborazione con il cantante Nicola Cavallaro, in arte Seryo, e il produttore Boss Doms che ne cura l’arrangiamento. Il singolo entra in rotazione radiofonica venerdì 9 luglio.
Il 4 novembre 2021 Bianca Atzei è ospite duettante insieme ad Anna Tatangelo del programma D’Iva, show celebrativo della carriera di Iva Zanicchi. Il successivo 31 dicembre 2021, ospite del programma Capodanno in musica, ha cantato Ora esisti solo tu. 
Per l'occasione del suo compleanno, che coincide con la festa della donna, l'8 marzo 2022 esce il singolo Videogames, scritto da Danti, Diego Calvetti, Marco Rettani e Valeria Fusari, che anticipa l'album Veronica, pubblicato il successivo 29 aprile. L'8 aprile è entrato in rotazione radiofonica il singolo Collisioni, in collaborazione con il cantautore Virginio. Il 29 aprile 2022 pubblica l'album Veronica, realizzato con diversi duetti con artisti italiani quali J-Ax, Briga, Arisa, Modà.. Partecipa come concorrente alle trasmissioni di TV8 Name That Tune - Indovina la canzone e Alessandro Borghese - Celebrity Chef. Nell’estate dello stesso anno partecipa al Battiti Live su Italia 1 duettando con Cristiano Malgioglio nel loro singolo Siamo tutte uguali.

### Attività successive, terzo e quarto album
Nell'estate 2022 pubblica anche il singolo Playa nera con Mario Fargetta e Bombai. L'anno seguente incide un disco di cover intitolato Il mio canto libero.
Il 29 marzo 2024 pubblica il singolo Discoteca, omaggio alla discomusic e al synth pop degli anni '80 introdotta dal campionamento del tema musicale di Sweet Dreams degli Eurythmics. Il brano, che anticipa il nuovo disco d'inediti in uscita il 17 maggio intitolato 1987, viene eseguito live durante la Finale di coppa Italia femminile insieme all'Inno di Mameli. Il disco vede la partecipazione come autori di Kekko Silvestre dei Modà (Non ti lascio andare), Il Cile (Acqua, fuoco e terra), Gigi D'Alessio (Una cometa blu) e del rapper Tormento (Le canzoni di Vasco). Successivamente il 6 Gennaio 2025 Bianca Atzei partecipa al Concerto dell’epifania trasmesso in diretta su Rai 1, dopodiché nel Febbraio seguente arriva in finale alle selezioni di Una voce per San Marino, contest indetto per scegliere il rappresentante di San Marino per l’Eurovision song contest, con il brano inedito Testacoda.  Il brano viene pubblicato come singolo per il download digitale e streaming l’8 Marzo 2025 sotto etichetta Apollo Records. Il singolo segna il primo tassello di un nuovo progetto discografico. Durante l’estate dello stesso anno partecipa a due delle quattro puntate del Yoga radio estate, show itinerante organizzato da Radio Bruno trasmesso su Italia uno. 

## Vita privata
Dal 2015 al 2017 è stata legata sentimentalmente all'ex pilota motociclistico Max Biaggi, apparso nel videoclip di Ora esisti solo tu. Nel 2015 ha subito un'operazione al cuore a causa di forame ovale pervio.
Il suo attuale compagno è il comico e conduttore televisivo Stefano Corti. Dopo un aborto spontaneo subito dalla cantante, il 18 gennaio 2023 la coppia ha avuto un figlio, di nome Noa Alexander, a cui è dedicato l'album di cover Il mio canto libero.

## Discografia
- 2015 – Bianco e nero
- 2022 – Veronica
- 2023 – Il mio canto libero
- 2024 – 1987

## Tournée
- 2015-2016 – Bianco e nero club
- 2016 – Bianco e nero live
- 2017 – Bianca Atzei live 2017
- 2018 – Bianca Atzei live 2018
- 2019 – Il nostro tour 2019
- 2022 – Veronica tour
- 2023 – Il mio canto libero live tour 2023
- 2024 – 1987 tour
- 2025 - Bianca Atzei live estate 2025

## Programmi televisivi
- CD: Live (Rai 2, 2005-2007) - corista
- Domenica Cinque (Canale 5, 2009-2010) - corista
- Tale e quale show 6 (Rai 1, 2016) - concorrente
- Tale e quale show - Il torneo 5 (Rai 1, 2016) - concorrente
- Tale e quale show - Il torneo 6 (Rai 1, 2017) - concorrente
- L'isola dei famosi 13 (Canale 5, 2018) - concorrente
- Name That Tune - Indovina la canzone (TV8, 2022-2023) - concorrente
- Alessandro Borghese - Celebrity Chef (TV8, 2022) - concorrente
- Le iene (Italia 1, 2024) - inviata / ospite speciale
- Hairstyle the talent (Real time, 2023)
- MTV Cribs italia (MTV, 2024)
- San Marino song contest (San Marino tv, Rai Radio 2, RaiPlay) - concorrente

## Opere
- Bianca Atzei, Ora esisti solo tu. Una storia d'amore, Ugo Mursia Editore, 2017

## Riconoscimenti
- 2014 – Premio Mia Martini giovani[52]
- 2015 – Premio Navicella "I Sardi nel mondo"[53]
- 2015 – Premio Barocco[54]
- 2015 – Premio penisola sorrentina[55]
- 2018 – Premio penisola sorrentina "Artista dell'anno"[56]
- 2024 - Premio "Women Music Power Award" al Filming Italy Sardegna [57]